# Четырёхлистный клевер
Четырёхли́стный кле́вер — одиночное растение клевера, обладающее по крайней мере одним четырёхпластинчатым листом, в отличие от обычных трёхпластинчатых.

## Описание
В западной традиции существует поверье, что такое растение приносит удачу нашедшему, в особенности если оно найдено случайно. По легенде каждая из пластинок четырёхпластинчатого листа представляет что-то конкретное: первая — надежду, вторая — веру, третья — любовь, а четвёртая — удачу.
Вообще, растения клевера могут иметь и много большее количество пластинок в листьях. Существует оценка, что одно многолистное растение приходится в среднем на каждые 10 000 растений клевера.
До сих пор нет окончательного ответа на вопрос, обусловливается ли появление четырёхлистных растений клевера генетически или зависит от условий окружающей среды, в которых выросло такое растение. Сравнительная редкость подобных растений предполагает возможное наличие в геноме растения рецессивного аллеля, дающего эффект с очень низкой частотой. По другой версии, появление четырёхлистного клевера может быть вызвано соматической мутацией или нарушением развития, вызванного условиями окружающей среды. Возможно и то, что такая аномалия является результатом случайного взаимодействия нескольких генов в отдельно взятом растении. Также допустимо, что любая из указанных причин может срабатывать в каждом отдельном случае.
Существуют компании, занимающиеся культивированием четырёхлистных растений клевера, используя для этого различные средства. Английский писатель-натуралист Ричард Мабей в книге «Флора Британника» пишет, что в США есть фермы, специализирующиеся на выращивании четырёхлистного клевера и выпускающие в день до 10 000 таких растений в пластиковой упаковке. Эти фермы, по его словам, используют в подкормке растений некие секретные генно-модифицированные ингредиенты, которые вызывают необходимые отклонения. Тем не менее существуют и повсеместно распространённые сорта клевера, которые с повышенной частотой обладают четырёх- и более пластинчатыми листьями (см. ниже). Мабей также пишет, что, по мнению детей, пятилистные растения клевера приносят ещё бо́льшую удачу, чем четырёхлистные.
С четырёхлистным клевером можно спутать некоторые другие растения, к примеру растение кислица четырёхлистная (Oxalis tetraphylla), также называемой заячьей капустой, чьи листья напоминают листья клевера.

## Многолистные сорта
Существуют сорта клевера ползучего (Trifolium repens), которые регулярно дают растения с бо́льшим количеством пластинок в листьях. Например, сорт с фиолетовыми листьями «Purpurascens Quadrifolium», а также сорт с зелёными листьями «Quadrifolium». Сорт «Good Luck» отличается наличием трёх-, четырёх- и пятипластинчатых зелёных листьев с тёмными участками в центре.